# 옛 정당 목록
옛 정당 목록에서는 인류 역사상 과거에 존재했던 정당을 기술하였습니다. 현재 존재하는 정당은 나라별 정당 목록을 참조하십시오.
본 문서는 연도별로 나열되어 있으므로 참고하십시오.

## 아시아

### 한반도
- 조선신민당, 조선공산당1925년
- 조선민주당, 조선인민당1945년
- 대한독립촉성국민회, 남조선로동당1946년
- 근로인민당, 사회당(1947년), 민족자주연맹1947년
- 자유당1951년
- 민주당(1955년)
- 진보당1956년
- 민주공화당, 민주당(1963년)
- 민주당 (대한민국, 1967년)(1967년), 신민당(1967년)
- 민주정의당, 한국국민당1981년
- 신한민주당1985년
- 통일민주당, 평화민주당, 신민주공화당1987년
- 한겨레민주당1988년
- 민주자유당, 민주당, 민중당(1990년)
- 민주당(1991년)
- 신정치개혁당, 새한국당1992년
- 자유민주연합(자민련), 신한국당, 민주당(1995년)
- 민주공화당, 국민신당, 건설국민승리211997년
- 사회당(1998년)
- 민주당(2000년), 민주노동당2000년
- 한국미래연합, 개혁국민정당2002년
- 열린우리당(2003년)
- 국민중심당, 한나라당, 바른정당(2006년)
- 바른정당, 민주당(2007년), 대통합민주신당, 미래희망연대, 창조한국당2007년
- 선진통일당, 민주당(2008년), 진보신당
- 국민참여당, 국민중심연합, 미래연합2010년
- 통합진보당, 민주당(2011년)
- 새누리당, 국민생각, 희망한나라당(2012년)
- 한나라당(2013년)
- 민주당(2014년)
- 신민당(2015년)
- 통합신당, 국민회의, (2016년), 국민의당, 민중연합당, 바른정당2016년
- 늘푸른한국당, 자유한국당, 국민대통합당, 새민중정당(2017년)

### 일본 열도
- 입헌정우회
- 대정익찬회
- 일본사회당
- 자유당
- 공명당
- 일본신당
- 신당 사키가케
- 민주당
- 민주당
- 국민신당
- 민나노당
- 국민 생활이 제일, 일본유신회, 자유당
- 두레당
- 유신당
- 민진당

### 타이완
- 민국당

### 인도
- 전인도 무슬림 연맹

### 캄보디아
- 캄푸치아 공산당

### 베트남
- 근로인격혁명당
- 국가사회민주전선

### 이스라엘
- 레히

### 네팔
- 네팔 공산당

## 유럽

### 이탈리아
- 이탈리아 사회당
- 이탈리아 전투 파스키
- 이탈리아 공산당, 국가 파시스트당
- 이탈리아 공산당, 공화 파시스트당, 기독교민주당
- 민주 파시스트당
- 이탈리아 사회운동
- 좌파민주당
- 국민동맹
- 포르차 이탈리아, 자유의 집
- 올리브나무
- 자유민중당

### 독일
- 독일 제국
- 스파르타쿠스단
  - 독일 중앙당
  - 독일 독립사회민주당, 독일 조국당
- 바이마르 공화국
  - 독일 국가인민당, 독일 인민당, 독일 민주당, 독일 공산당
  - 독일 노동자당
  - 독일 민족자유당
- 나치 독일
  - 국가사회주의 독일 노동자당
- 서독의 정당 (통일 이전)
  - 독일 사회주의 국가당
  - 독일 공산당
- 동독의 정당 (통일 이전)
  - 독일 자유민주당, 독일 기독교민주연합
  - 독일 사회주의통일당
  - 민주사회당

### 스페인
- 국민생디칼리슴 공세평의회
- 팔랑헤당
- 인민전선

### 영국
- 토리당, 휘그당
- 자유당
- 영국 공산당
- 영국 파시스트 연합
- 사회민주당
- 리스펙트당
- 국민자유당

### 러시아
- 러시아 사회민주노동당
- 사회주의혁명당
- 입헌민주당
- 소련 공산당
  - 볼셰비키
  - 멘셰비키
- 우리 집 러시아
- 로디나

### 프랑스
- 자코뱅
- 코르들리에
- 평원파, 지롱드파
- 산악파
- 노동자 인터내셔널 프랑스 지부
- 프랑스 사회당
- 혁명적 공산주의자 동맹
- 공화국연합
- 공화당
- 프랑스 민주연합
- 바타수나
- 대중운동연합

### 아일랜드
- 연합 아일랜드인회
- 청년 아일랜드당
- 알티리 너 하셰리

### 체코
- 체코슬로바키아 공산당
- 주데텐 독일인당
- 시민 포럼

### 슬로바키아
- 슬로바키아 인민당
- 체코슬로바키아 공산당

### 노르웨이
- 국민연합

### 벨기에
- 렉스당

### 오스트리아
- 오스트리아 기독사회당
- 국가사회주의 오스트리아 노동자당
- 조국전선

### 핀란드
- 핀란드당
- 청년 핀란드당
- 핀란드 능동저항당
- 핀란드 공산당, 국민진보당
- 애국인민운동
- 핀란드 인민민주동맹
- 사회주의통일당

### 헝가리
- 화살십자당
- 헝가리 사회노동당

### 알바니아
- 알바니아 노동당
- 알바니아 파시스트당

### 불가리아
- 불가리아 공산당

### 포르투갈
- 국민연합

### 루마니아
- 철위대
- 루마니아 전선

### 크로아티아
- 우스타샤

### 폴란드
- 가톨릭국민당
- 대중국민연합
- 정부협조 무당파 의원단
- 국민당
- 국민급진기지, 국민급진기지 팔랑가
- 국민협동기지
- 폴란드 연합노동자당
- 개혁지지 무당파 의원단
- 우파연대선거행동

### 그리스
- 자유사상가당

### 세르비아
- 세르비아 공산주의자 동맹

### 덴마크
- 국가사회주의 덴마크 노동자당

## 아프리카

### 남아프리카 공화국
- 국민당
- 오제바브란트바흐
- 신국민당

## 북아메리카

### 미국
- 민주공화당(1792년)
- 국민공화당(1824년)
- 휘그당(1833년)
- 자유토지당(1848년)
- 인민당(1887년)
- 미국 사회당(1901년)
- 진보당(1912년)
- 주권민주당(1948년)
- 미국 나치당
- 흑표당

### 캐나다
- 캐나다 보수당
- 캐나다 진보보수당
- 캐나다 개혁당

## 남아메리카

### 브라질
- 브라질 통일주의 행동당

### 칠레
- 인민연합
- 콘세르타시온
- 칠레 연합

## 오세아니아

### 뉴질랜드
- 뉴질랜드 통합미래당
- 뉴질랜드 진보당

### 오스트레일리아
- 민주노동당
- 오스트레일리아 민주당

## 같이 보기
- 옛 나라 목록